# Swartzia parvipetala
Swartzia parvipetala là một loài thực vật có hoa trong họ Đậu. Loài này được (R.S. Cowan) Mansano mô tả khoa học đầu tiên năm 2001.